# Martin (osebno ime)
Martin je moško osebno ime.

## Izvor imena
Ime Martin izhaja iz latinskega imena Martinus. To razlagajo kot izpeljanko iz latinskega Martius v pomenu »Martov« oziroma »pripadajoč bogu vojskovanja Marsu« 

## Različice imena
- moške različice imena: Mart, Martel, Martinjan, Martino, Tin, Tinč, Tinče, Tinček, Tine, Tinej, Tinek, Tini, Tinko, Tino
- ženska različica imena: Martina

## Tujejezikovne različice imena
- pri Angležih: Martin
- pri Čehih: Martin
- pri Italijanih: Martino
- pri Madžarih: Márton
- pri Nizozemcih: Martinus
- pri Poljakih: Marcin

## Pogostost imena
Po podatkih Statističnega urada Republike Slovenije je bilo na dan 31. decembra 2007 v Sloveniji število moških oseb z imenom Martin: 9.398. Med vsemi moškimi imeni pa je ime Martin po pogostosti uporabe uvrščeno na 23. mesto.

## Osebni praznik
V našem koledarju z izborom svetniških imen, udomačenih med Slovenci in njihovimi godovnimi dnevi po novem bogoslužnem koledarju je ime Martin zapisano 5 krat. Pregled godovnih dni v katerih poleg Martina godujejo še Tine in Davorin ter osebe katerih imena nastopajo kot različice navedenih imen.
- 20. marec, Martin iz Brage, škof († 20. mar. 579)
- 13. april, Papež Martin I., mučenec († 13. apr. 656)
- 24. oktober, Martin, opat
- 3. november, Martin Porres, opat († 3. nov. 1639)
- 11. november, Martin iz Toursa († 8. nov. 397)

## Priimki nastali iz imena
Iz imena Martin so nastali naslednji priimki: Martin, Martinec, Martinak, Martinc, Martinčič, Martinjak, Martinšek in drugi.

## Zanimivosti
- Martin je ime mnogih svetnikov. Najbolj znan je Martin škof iz Toursa. Velja za apostola Galije, danes Francije, je zavetnik nemških mest Mainza in Erfurta ter vojakov in zakonskih mož. Umrl je leta 397.
- V Sloveniji je 78 cerkva sv. Martina. Po cerkvah so nekateri kraji dobili ime kot npr.: Šmartno in Martjanci.